# Chronik der Stadt München

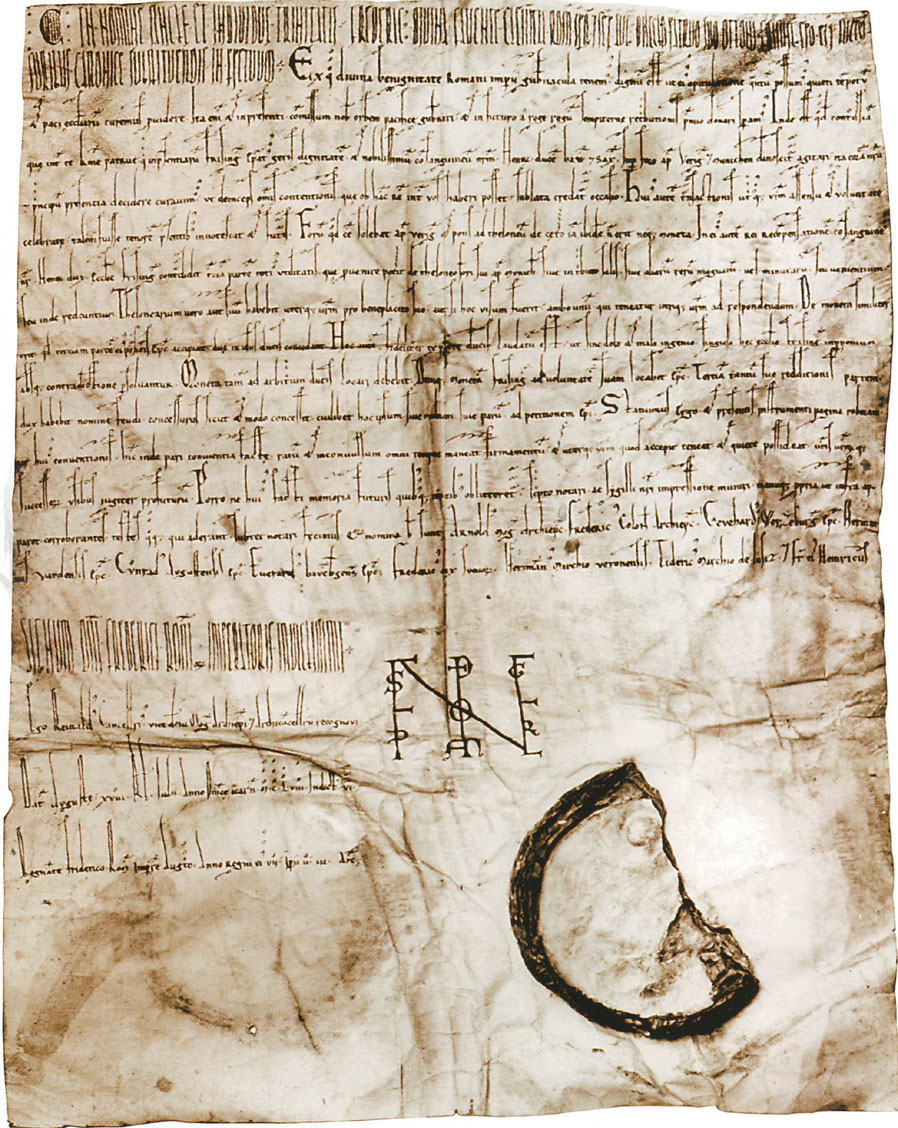
Faksimile des Augsburger Schieds, in dem München erstmals erwähnt wird

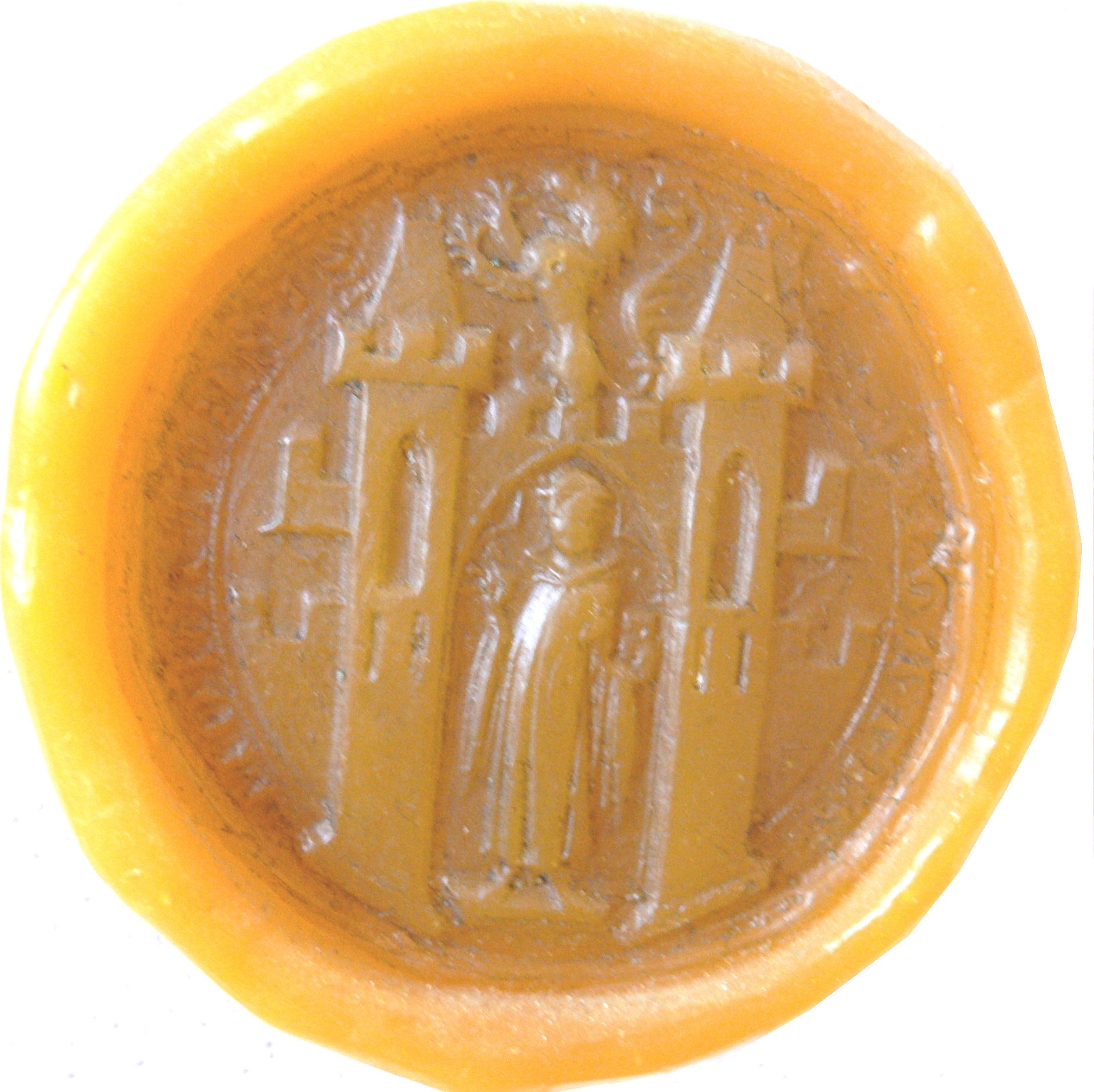
Münchner Stadtsiegel von 1330

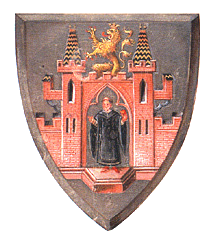
Wappen Münchens 1865–1836 und 1949–1957

Die Chronik der Stadt München listet in Kurzform Ereignisse auf, die für die Geschichte Münchens von Bedeutung sind. Miteinbezogen sind ursprünglich eigenständige Orte, die mittlerweile nach München eingemeindet wurden. 

## Aufteilung nach Jahrhundert
Aufgrund der großen Anzahl von Ereignissen ist die Chronik in die folgenden Teillisten unterteilt:
- Vorgeschichte
- 12. Jahrhundert
- 13. Jahrhundert
- 14. Jahrhundert
- 15. Jahrhundert
- 16. Jahrhundert
- 17. Jahrhundert
- 18. Jahrhundert
- 19. Jahrhundert
- 20. Jahrhundert
- 21. Jahrhundert